# Sevirato augustal
El seviratoaugustalfue un colegiode seis magistrados libertos  de carácter anual, con funciones cultuales y benefactoras, implantado en los centros urbanos de las provincias del Imperio romano y vigente entre los siglos I y III de nuestra era. Esta es una definición estándar y de aplicación no exhaustiva: no siempre fueron seisni siempre fueron libertos, fue una magistratura más honorífica que oficial, su función cultual se presta a discusión y hay alguna noticia de séviros más allá del siglo III.

## Seuiri augustales, augustales y seuiri

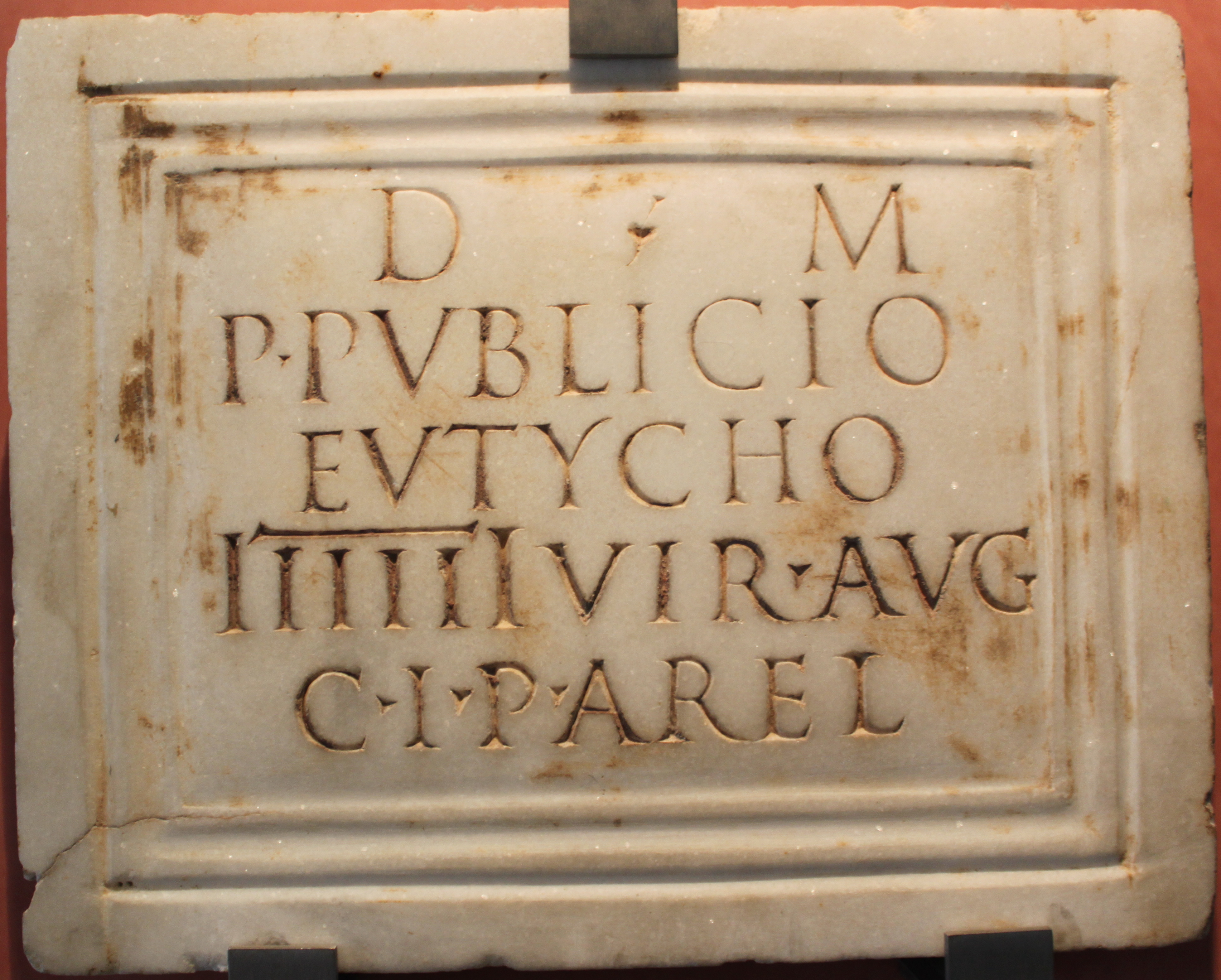
Dis Manibus Publio Publicio Eutycho seuiro augustali coloniae Iuliae Paternae Arelatis:
A los Dioses Manes. Para Publio Publicio Eutico, séviro augustal de la colonia Iulia Paterna Arelate.

Los testimonios epigráficos, que son la práctica totalidad de los que hemos recibido sobre estos magistrados, revelan cierta variedad en su titulatura. Así, aparecen, como variantes, seuir Augustalis, Augustalis, seuir, IIIIIIuir, VIuir, sexuir. Algunos estudiosos de esta institución, como von Premerstein, Taylor y Duthoy, a raíz de esta falta de uniformidad en la terminología, pretendieron ver diferencias funcionales internas y externas en algunas variantes. Así, los augustales constituirían una corporación relacionada con los seuiri augustales, pero no equivalente: los augustales formarían una sociedad vitalicia dedicada al culto (cultores) de la gens Iulia y los seuiri augustales rendirían culto al emperador del momento, desempeñando su cargo anualmente. Por su parte, los seuiri no estarían necesariamente relacionados con el sevirato augustal, sino que se remontarían al seuir equitum itálico, un oficial de entrenamiento para los jóvenes en edad premilitar. Sin embargo, estas diferencias han sido registradas fundamentalmente a partir de la proliferación de “augustalidades” itálicas que no se dan en otras provincias del Imperio (sodales, milites, praefecti / augustales). Por lo tanto, la tendencia actual en su estudioes considerar a los augustales, los seuiri augustales y los seuiri dentro de un mismo rango de atribuciones. Las diferencias terminológicas se deberían a la falta de un criterio unívoco en su denominación entre las distintas provincias.

## Origen y funciones

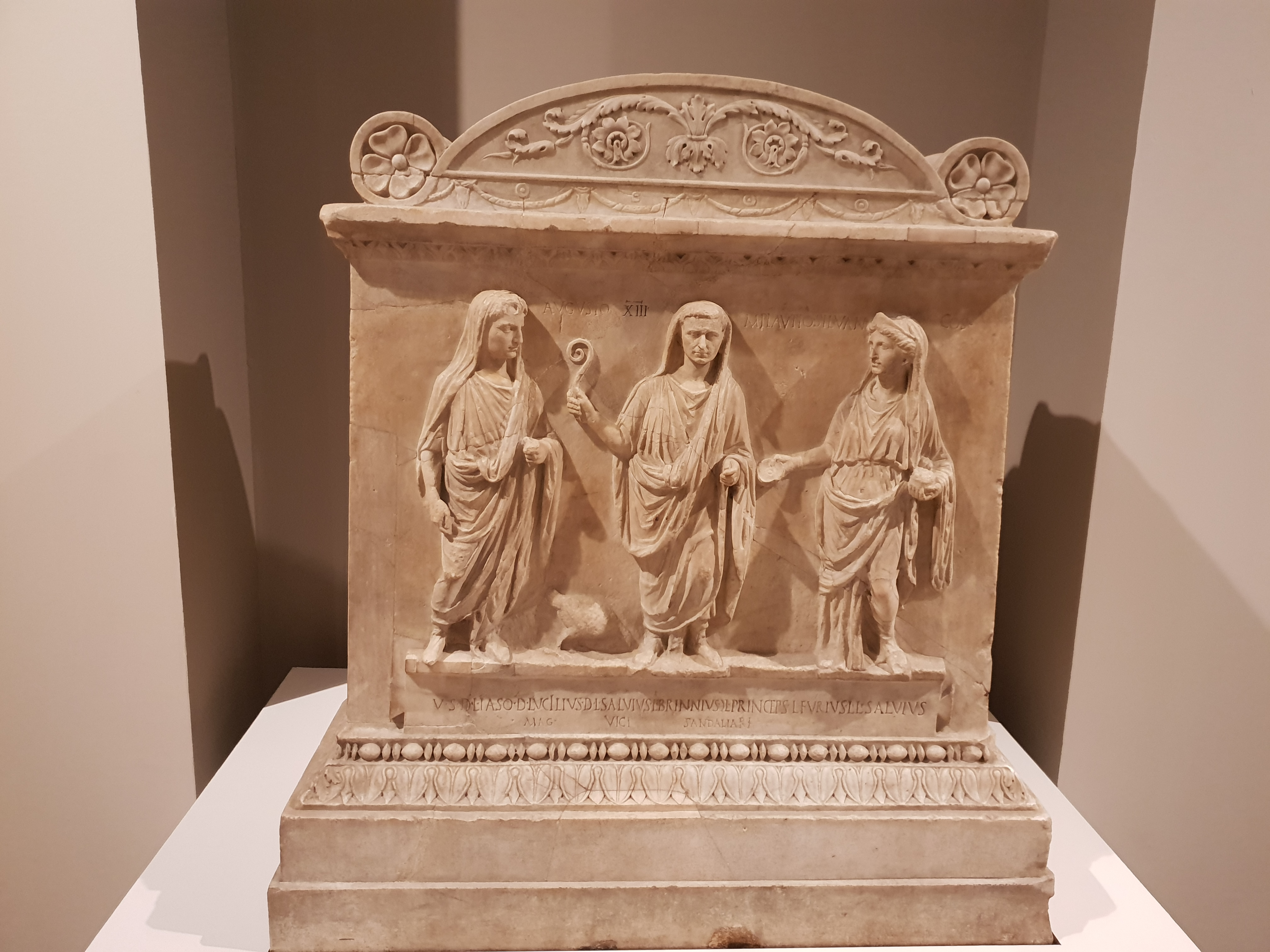
Altar de los lares Augusti dedicado por los uicomagistri del uicus Sandaliarius (ca. 2 a. C.). El original se encuentra en la Galleria degli Uffizi en Florencia.

El calificativo “augustal” responde al culto ofrecido por esta institución a la figura del emperador Augusto, a su familia y a sucesivos emperadores. Su origen hay que contemplarlo en una asociación del genius Augusticon los lares compitales (genio Augusti et laribus) cuando pasaron del ceremonial privado al público en las encrucijadas de los caminos (compita). Ya en el santuario principal del Palatino su denominación no era lares publicisino lares Augusti, y en los alrededores de Roma el mantenimiento de dichos lares Augusti quedó en manos de los magistri uicorum. Sin embargo, más allá de los barrios cercanos a Roma, en los municipia de las provincias, junto a los magistri augustales surgieron los seuiri y los augustales, cuya titulatura tendió a generalizarse como denominación de la liturgia imperial en las provincias. En el resto de Italia, igualmente surgieron asociaciones del emperador con la devoción a divinidades de relevancia local. Así, en Pompeya, los magistri Mercurii Maiaese convirtieron en magistri Augusti Mercurii Maiae y, desde el 2 a. C., magistri Augustisin más. En efecto, la incorporación del emperador a los cultos tradicionales de los centros urbanos provinciales asociándose con otras divinidades fue incluso más importante para la romanización del Imperio que la implantación de un culto centrado exclusivamente en el emperador.  Por otra parte, si bien el calificativo augustalis acabó por generalizarse como referente del culto a sucesivos emperadores y sus respectivas familias, no por ello la fórmula augustalis, al menos en una primera fase de su difusión desde el epicentro que era Roma, quedó fosilizada y desprovista de su referencia inmediata al emperador Augusto: conocemos las variantes tiberianus, claudialis, flauialis, que también aluden directamente a la liturgia impuesta y recibida por distintos emperadores y sus dinastías. Con todo, más relevante que el reconocimiento a la figura del emperador, que confería oficialidad por su simbolismo y daba carta de naturaleza a la institución, fue su función benefactora con el compromiso (pollicitationes) de “liturgias” (λειτουργίαι) evergéticas que se materializaban en la organización de juegos, ceremonias y banquetes, construcción y mantenimiento de edificios, dedicatoria de monumentos, conservación de calzadas, entre otros servicios cívicos.

## Honor de libertos

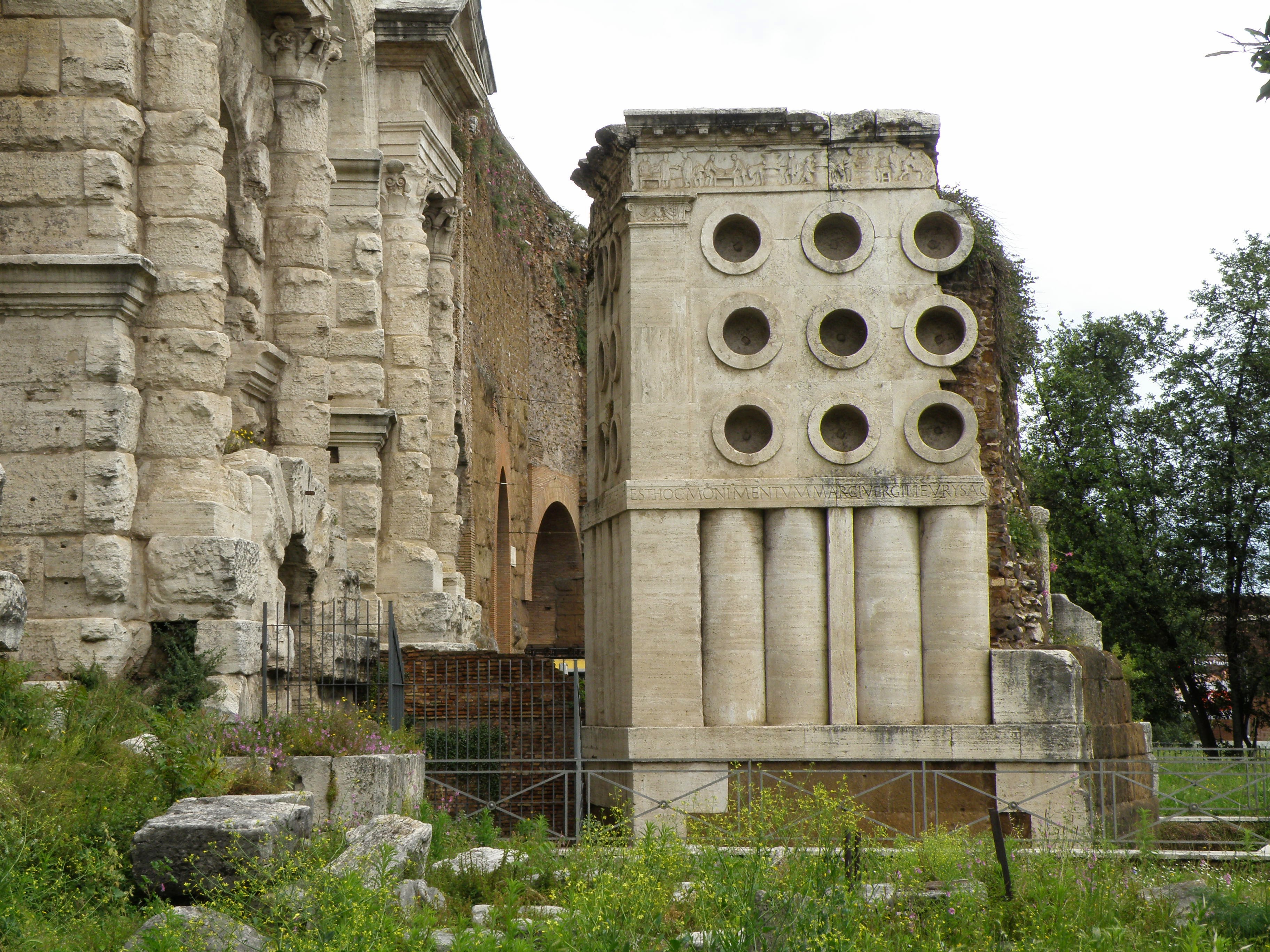
Mausoleo del panadero liberto Eurysaces (s. I a.C.).

Para poder realizar dichas prestaciones, los libertos tuvieron que contar con un alto poder adquisitivo y realizar considerables dispendios en favor de la comunidad. Así, nada más acceder al cargo, debían satisfacer la summa honoraria, una especie de cuota de ingreso que algunos estudiosos calculan en ca. 2000 sestercios. A ella se iban sumando los distintos gastos ob honorem seuiratus durante el desempeño de su cargo.  La contrapartida a este desembolso fue lograr el reconocimiento y el ascenso social.
El ascenso no recayó, sin embargo, entre los propios séviros libertos, que continuaron bajo el estigma de ser considerados antiguos esclavos. En efecto, la Lex Visellia de libertinis del año 24 d. C., que debía prevalecer jurídicamente sobre la legislación municipal, condenaba a los libertos que, haciéndose pasar por ingenui, pretendieran acceder a los honores y dignitatesreservados para los nacidos libres (incluyendo expresamente el decurionado). El obstáculo de esta ley solo podía salvarse en muy raras ocasiones por privilegio imperial mediante la restitutio nataliumo el ius anulli aurei. La promoción social quedaba reservada, por lo tanto, para su descendencia, libre, sin restricciones jurídicas y que, además, se vio ensalzada por contar con un antepasado benefactor, con el legado de sus recursos económicos, sus relaciones sociales y sus méritos. Los decuriones de la ciudad, que formaban el senado municipal de la misma, fueron los encargados de elegir anualmente, de entre los candidatos augustales, a los seis más adecuados o acaudalados. Algunos de ellos llegaron a ser tan influyentes que lograron ocupar su cargo varias veces o sucesivamente: seuir augustalis iterum decreto decurionum(CIL V, 4480), sexuiro augustali tertium(CIL XI, 4797) seuir augustalis decreto decurionum primus et perpetuus(CIL II, 1944).

## Procedencia de los séviros

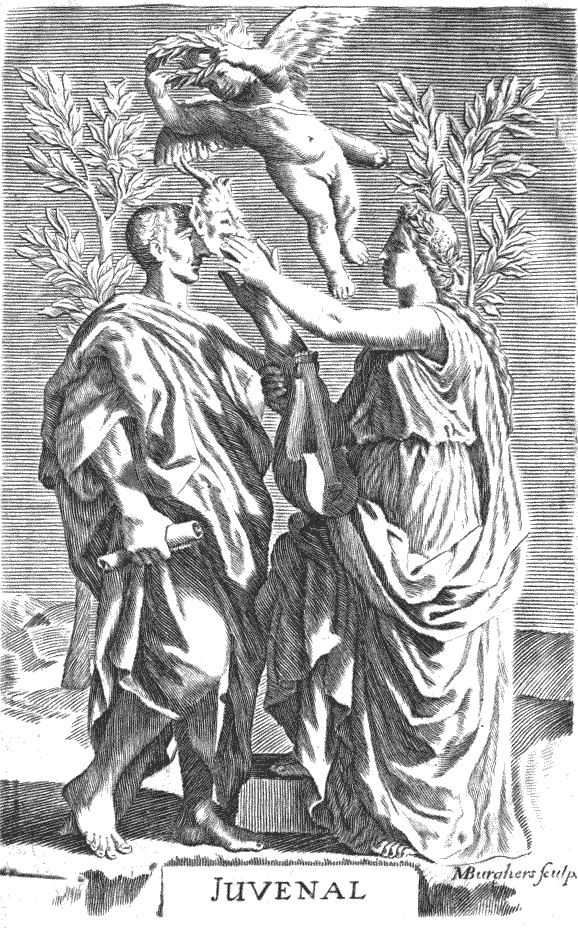
Grabado de la traducción de las Sátiras de Juvenal y Persio de John Dryden (1711).

La gran cantidad de cognomina de origen griego de los libertos que desempeñaban el sevirato hace sospechar que procedían en gran número de la parte oriental del Imperio. Las ciudades griegas y las helenizadas contaban ya con una larga tradición metropolitana en la que prosperaban los πολῖταιlibres que a raíz de la conquista romana fueron esclavizados y cuya experiencia en el desarrollo comercial y administrativo de los municipia latinos fue sin duda relevante. No hay que olvidar el aprecio del que disfrutaron los esclavos griegos por su nivel educativo y por ser depositarios de la cultura griega, y la alta categoría de los libertos de la administración imperial cuyo lugar de origen se remonta a zonas orientales helenizadas. Por lo demás, la apoteosis del soberano gobernante en vida, incluso sin intermediación de su genius, era moneda corriente en las provincias helenizadas del levante del imperio, como puede observarse en la numismática en leyendas del tipo “divino Augusto”, “César olímpico” o “Zeus liberador”. El culto al emperador sería, pues, familiar para muchos libertos cuyo origen esclavo se remitía a esta parte del imperio. Además, la elevada frecuencia de su origen oriental se deduce, por ejemplo, de la crítica abierta a los extranjeros que recoge Juvenal en sus sátiras:
Pero el liberto está antes. “Yo soy primero” –dice—“Por qué he de temer o dudar defender mi sitio, aunque haya nacido junto al Éufrates, cosa que probarían los tiernos agujeros de mi oreja aunque quisiera negarlo? Pero mis cinco tiendas me proporcionan cuatrocientos mil sestercios. ¿Qué cosa digna de desear confiere el rango senatorial si en términos de Laurento guarda Corvino ovejas que ha alquilado a otros y yo poseo más que Palante y los Lícinos (Iuu. I.102-109; trad. Bartolomé Segura).  
El enriquecimiento de los patronos de dichos esclavos favorecido por la experiencia acumulada de estos últimos facilitó en muchos casos su manumisión, y, como consecuencia, surgieron relaciones comerciales patrono-liberto y también clientelas decurión-liberto que tuvieron gran influencia a la hora de seleccionar candidatos para esta magistratura honorífica.

## Séviros libertos eingenui

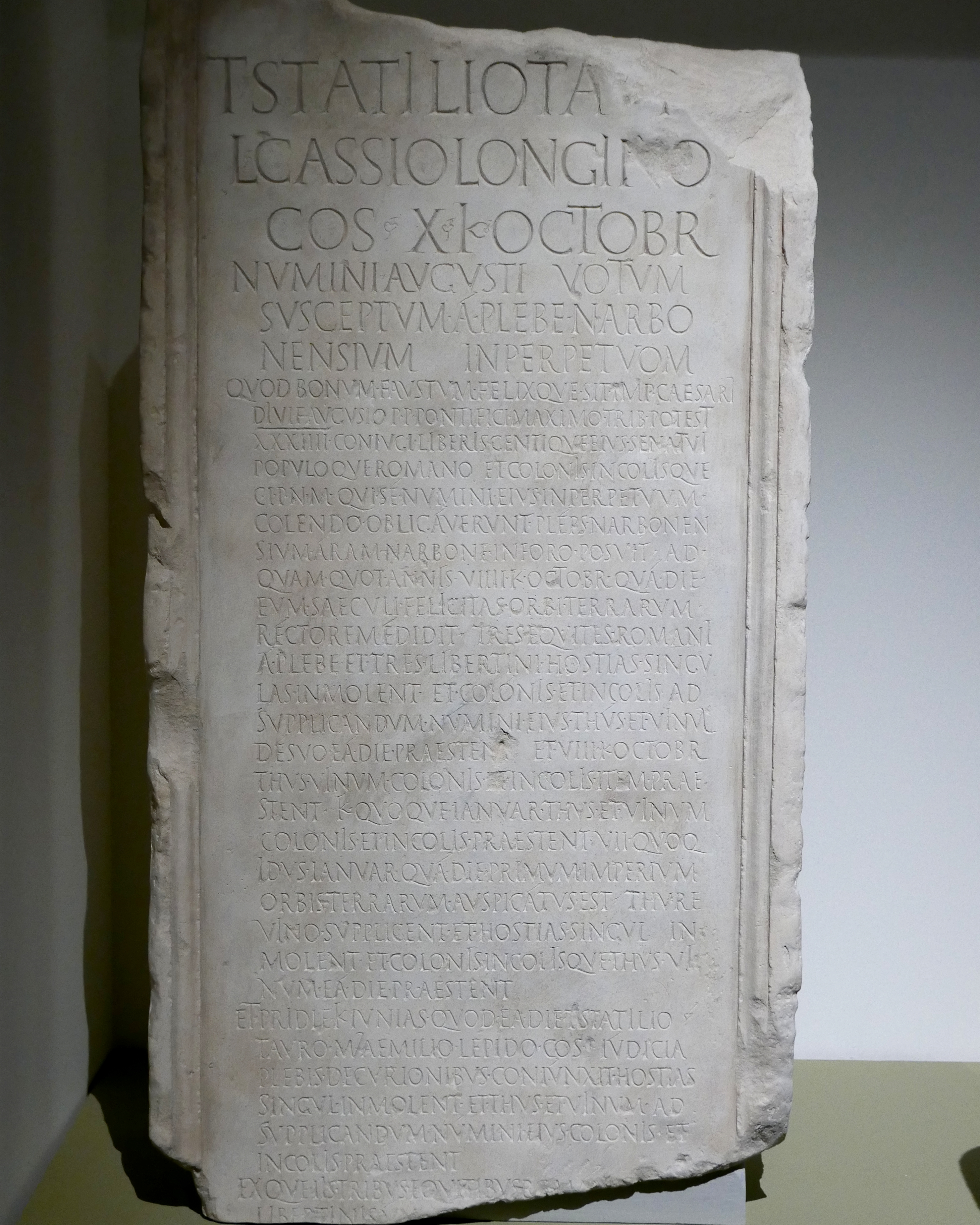
ILS 112 = CIL XII 4333.

Tradicionalmente se ha insistido en que esta pseudo-magistratura fue exclusivamente ocupada por libertos y, de hecho, las menciones de ingenui entre sus integrantes son residuales. Sin embargo, el porcentaje de ciudadanos libres que la ocuparon en alguna región occidental, como en la provincia de Italia, debe tenerse en cuenta. Considerando, precisamente, que Italia fue el epicentro en la difusión de esta institución y que el número de funcionarios era de seis, hay motivos para pensar que pudo existir una distribución de tres séviros libres y tres libertos, como muestra, no ya la península itálica, sino la Galia, en la colonia de Narbo en la inscripción ILS 112: ...quod bonum faustum felixque sit imperatori Caesari diui filio Augusto…tres equites Romani a plebe et tres libertini hostias singulas inmolent et colonis et incolis ad supplicandum numini eius thus et uinum de suo ea die praestent…En ella, la mención de los tres équites está relacionada con la presencia de una élite dirigente en la colonia, que responde, en este servicio público, a la proporción de libertos. Por otra parte, el aparente monopolio del sevirato por libertos quizás guarde relación con una sola cara de la realidad, precisamente la reflejada en los testimonios conservados. Los libertos solo podían aspirar como máximo a este honor de segundo rango debido a su capacidad jurídica limitada, en tanto que los ciudadanos provinciales libres de nacimiento contaban con la posibilidad de ocupar magistraturas superiores con un desempeño menos oneroso, tales como formar parte del ordo decurionum. De esta manera, los libertos, en sus inscripciones, tendrían el orgullo de reivindicar ese honor máximo conseguido, mientras que, para los ingenui, ese logro propio de antiguos esclavos, incluso si ellos mismos lo hubieran desempeñado, no sería objeto de alarde, y, por lo tanto, no digno de mención.

## Testimonios

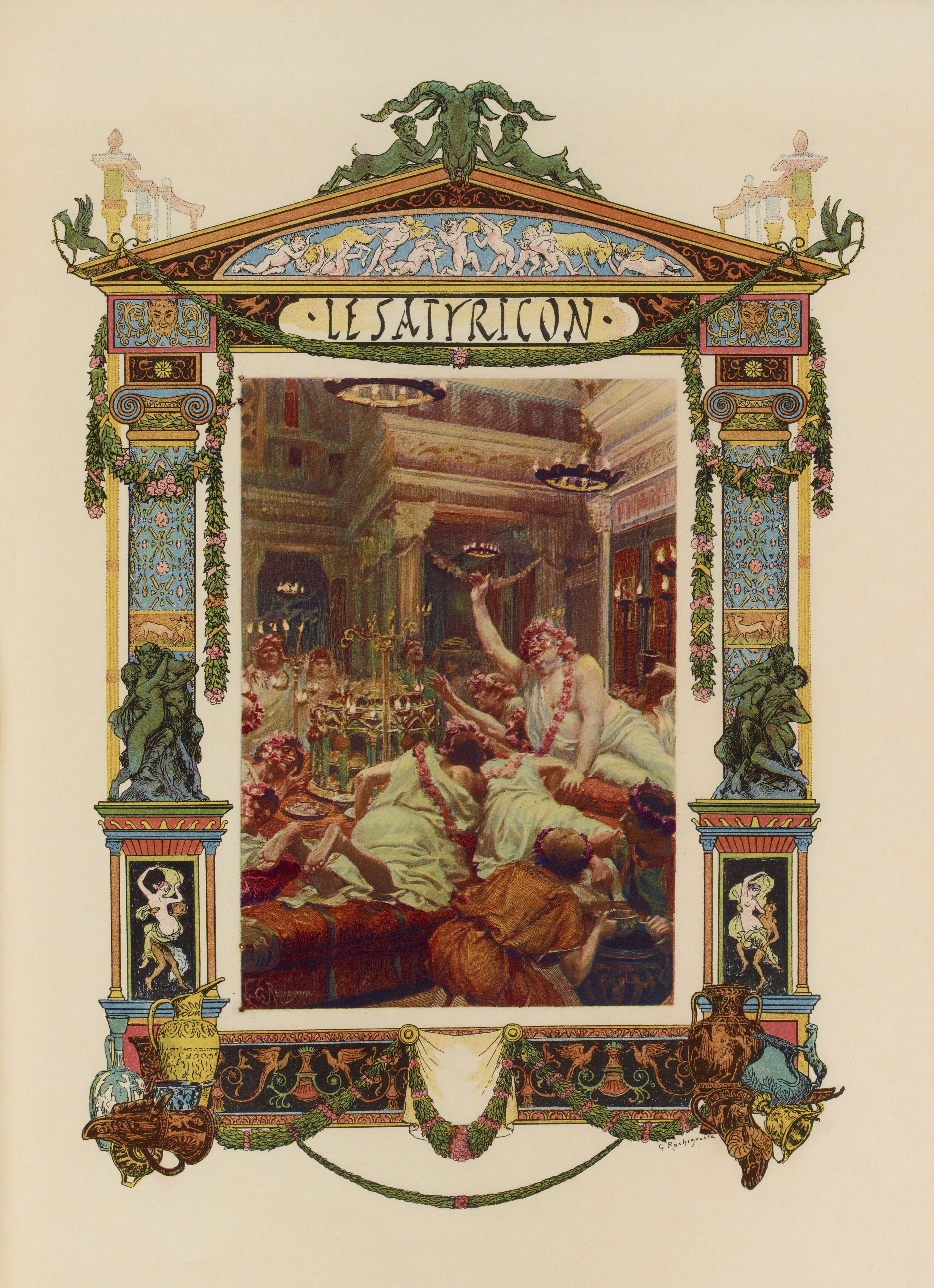
Ilustración del Satiricón de Petronio por George-Antoine Rochegrosse: La cena de Trimalción.

Las noticias que nos han llegado de estos magistrados proceden fundamentalmente de la epigrafía en forma de decretos, dedicatorias e inscripciones funerarias. Gracias al llamado Epigraphic Habit, la moda de legar inscripciones a la posteridad de los tres primeros siglos de nuestra era, se han conservado cientos de inscripciones relacionadas con el sevirato augustal. 
Sin embargo, también existen testimonios literarios, si bien muy escasos, como el pasaje de la cena de Trimalción del Satiricón de Petronioy dos breves comentarios a las sátiras de Horacio de Porfirioy Acrón. La noticia de estos escoliastas recuerda el pretexto ya mencionado, para la creación de los augustales, de los lares o penates compitales. Los penates tendieron a confundirse con los lares, lo que justifica la identificación del segundo escoliasta.

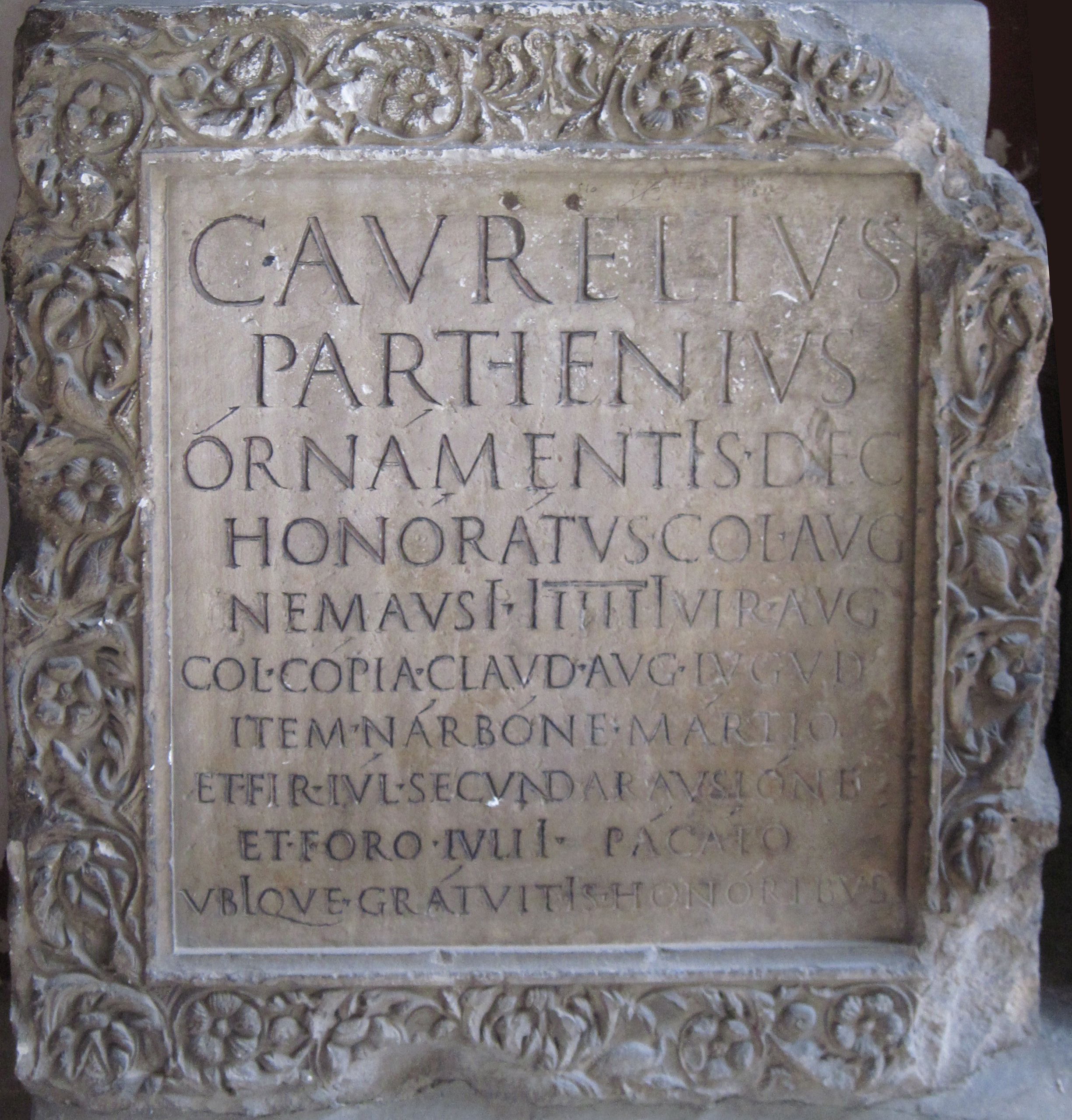
Gayo Aurelio Partenio, honrado con los distintivos decurionales de la Colonia Augusta Nemausus, séviro augustal en la Colonia Copia Claudia Augusta Lugdunensis, asimismo en Narbo Martius, en Firma Iulia Arausio de los Secundanos y en Forum Iulii Pacatum, en todos estos lugares con honores gratuitos (CIL, XII, 3203).

El pasaje de Petronio nos muestra en tono satírico-burlesco al liberto Trimalción en una francachela continua de exagerado convite con todo tipo de excentricidades culinarias. Este personaje presume ante sus comensales de liberalidad y liberación de sus esclavos, destacando exageradamente sus honores y distintivos. Asegura a sus invitados que es un seuir in absentia, para que aparezca así en su epitafio, lo cual se puede interpretar en tono burlesco: con presunción, se situaría a la altura de César con su consulado in absentia. Pero quizás, de esta afirmación, podría indagarse que el sevirato de distintos municipios a veces recaía en un mismo liberto. Así lo demuestran varias inscripciones, como CIL XII, 1005, donde se menciona que Ebucio Agatón desempeñó el sevirato en la Colonia Iulia Paterna Arelatensium y en la Colonia Iulia Apta, o el caso aún más llamativo de Gayo Aurelio Partenio, que desempeñó el sevirato en Lugdunum, Narbo, Arausio y Forum Iulii (Lyon, Narbona, Orange, y Fréjus).

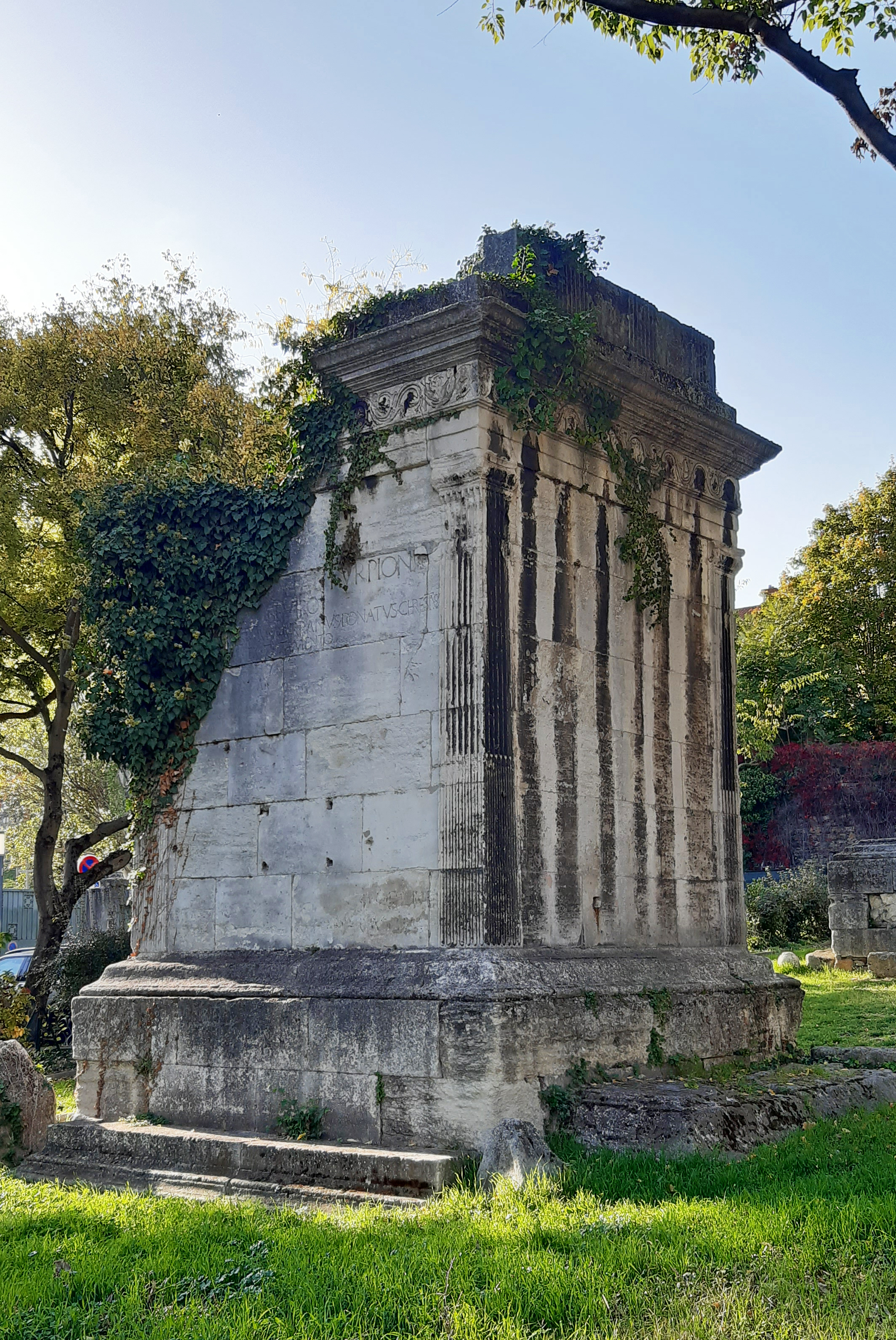
Mausoleo del liberto Turpión.Para Quinto Calvio Turpión, liberto de Quinto, de la tribu Palatina, séviro. Sus libertos Régilo, Crésimo, Murrano, Donato, Cresto (han erigido este mausoleo) de acuerdo con su testamento.

Para su mausoleo, Trimalción le pide al liberto Habinnas que lo decore con relieves de combates de gladiadores y escenas de banquete con el fin de honrar su munificencia: en la epigrafía de los séviros es frecuente la mención de este tipo de munera o servicios cívicos desempeñados durante su sevirato. Solicita de sus esclavos que cumplan la voluntad de su testamento, quizás como requisito para su liberación, y se hagan cargo de su tumba, una tarea común rastreable en los epitafios. Trimalción también habla de los distintivos con los que quiere ser retratado en su mausoleo, la toga praetexta y un anillo de oro en cada dedo de una mano, que evidentemente hemos de tomar como una exageración burlesca: en vida, solo los équites podían llevar el anillo de oro como distintivo. No obstante y dejando de lado a Trimalción, sí tenemos noticia de distinciones honoríficas extraordinarias para algunos séviros como los ornamenta decurionalia, el bisellium, la exención del pago de la summa honoraria, la concesión de terreno público para un monumento mediante la fórmula locus datus decreto decurionumy la pareja de lictores. En realidad, no eran más que oropeles en vida del liberto porque no venían acompañadas de una adlectio efectiva en el ordo de los decuriones debido a la limitación del ascenso social al que podía aspirar.

## Un cultosui generis
También, actualmente, se ha restado importancia a la función cultual del sevirato. Según algunos estudiosos, se trataría más bien de una adscripción honorífica y simbólica que, en ningún caso, estaría acompañada de un sacerdocio, porque el funcionariado sacerdotal de las provincias era acaparado por magistrados oficiales de ingenui y decuriones, sin participación de libertos. Hay que tener presente que los augustales, sobre todo por su relevancia social en las provincias constituían una especie de ordo, equiparable al ordo equester de Roma y sometido a la clase senatorial. Al igual que la magistratura que desempeñaban, este era un ordo semioficial, que también aparece mencionado con la titulatura de corpus o res publica. En las provincias, la clase senatorial estaba representada por los decuriones, que acaparaban, como en Roma, los honores sacerdotales. Los augustales, por lo tanto, no podían constituir un cuerpo de funcionarios como pueden serlo los encargados de la disciplina religiosa, tan solo formaban una extracción social privada limitada a desempeñar una magistratura semioficial, honorífica, con vistas a lograr cierta proyección social.  El culto que podrían ejercer se reduciría a una mera formalidad aun teniendo en cuenta que la religiosidad romana siempre permanecía imbricada en cualquier acto público. Además, si observamos las inscripciones, vemos que la mayoría son breves dedicatorias funerarias donde raramente aparece algo más que la titulatura sin que se especifique la pertenencia a una asociación religiosa y sin que se haga mención de una jerarquía dentro de ella. Las ampliaciones formulares presentes en la titulatura de los augustales refieren por regla general honores no religiosos, como perpetuus, corporatus, “por decreto de los decuriones”, “exento del pago de summa honoraria”, etc. A partir de esa escasa información, es difícil extraer conclusiones sobre la práctica de un ceremonial en el culto provincial del emperador, los sacrificios que se le ofrecían, las fórmulas o plegarias del ritual y la fijación de fechas para las festividades religiosas. En todo caso, es clara la preeminencia, en la caracterización de esta magistratura, de la función evergética. La plebe propia del lugar donde los seuiri ejercían su cargo y también estos mismos magistrados honoríficos, tendrían más in mente los munera gladiatoria de los ludi augustales, sufragados por los séviros, que cualquier ceremonia sacra que los acompañara.

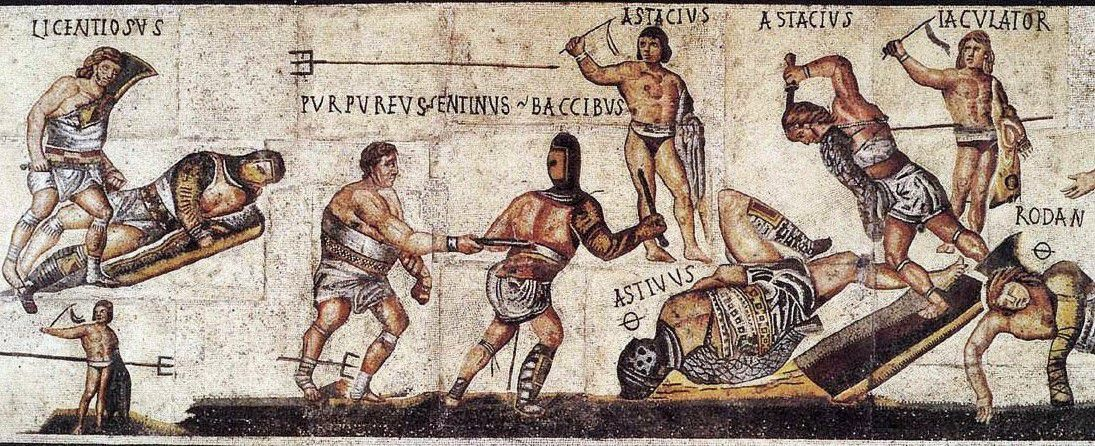
Munera gladiatoria.

## Magistratura provincial de Occidente

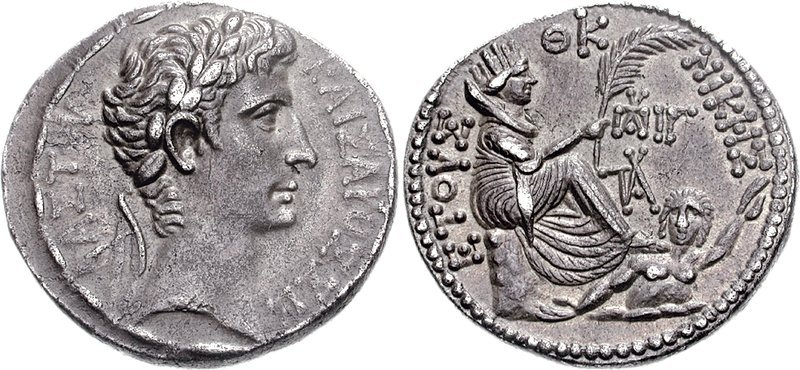
Tetradracma de Antioquía con la leyenda en el anverso ΚΑΙΣΑΡΟΣ ΣΕΒΑΣΤΟΥ (2 a. C.).

La magistratura de los seuiri augustales fue una institución de ámbito provincial. Se hallaba difundida en coloniae y municipia de las provincias pero prácticamente con exclusividad en su parte occidental. Así, podemos localizarla, entre otras, en Italia, península ibérica, la Galia, Germania, Panonia y Dacia. En la zona oriental del Imperio, los núcleos de población, sobre todo los griegos y helenizados, contaban ya con una tradición secular de desarrollo urbanístico e institucional. Por regla general, durante la romanización, se respetaron los estatutos de gobierno e instituciones (πολιτεύματα) de estas ciudades orientales. Existían ciudades griegas que disfrutaban de gran autonomía, como las ciuitates foederataeo las immunes liberae, debido a su pedigrí histórico-cultural y por los lazos religiosos basados en el común origen troyano de griegos y latinos. Algunas de estas πόλειςobtenían la exención de ciertas obligaciones tributarias hacia Roma (ἐξηρημέναι τοῦ τύπου τῆς ἐπαρχείας) e incluso acuñaban su propia moneda. Mantenían instituciones como el Areópago de Atenas, la ekklesía o la gerusía. Así, por ejemplo, esta última asumía funciones de culto y evergetismo equiparables a las de los municipia latinos occidentales pero sin que existiera un órgano colegiado de seuiri.

## Extinción
En la segunda mitad del siglo III d. C. desaparece el sevirato augustal. La causa de esta desaparición hay que verla, más que en el surgimiento del cristianismo, que aún tardaría en enraizar sólidamente en las provincias del Imperio, en la crisis del siglo III. Además, si atendemos a quienes reducen su función cultual a una representación puramente simbólica, destacando tan solo su papel civil, el sevirato augustal no supondría un elemento de oposición pagana. En cambio, la recesión económica, las medidas centralistas en la administración, el freno en la expansión del imperio que posibilitaba la llegada de nuevos esclavos “libertables” se oponían a las condiciones que habían hecho posible el auge de los seuiri augustales: la prosperidad económica, una vida urbana floreciente y la presencia de una clase numerosa de libertos enriquecidos.